# Vrijwillige Arbeidsdienst voor Vlaanderen
De Vrijwillige Arbeidsdienst voor Vlaanderen (VAVV) was een organisatie die actief was gedurende de Tweede Wereldoorlog in België. Naast het coördineren van het vertrek van vrijwillige Belgische arbeiders naar Duitsland richt het zich ook op de talrijke werklozen voor inzet voor werken van openbaar nut.
De organisatie stond onder het beheer van het ministerie van Arbeid en de Commissie van Wederopbouw en was oorspronkelijk géén politieke organisatie. In het verdere verloop van de bezetting werd het VAVV meer en meer een inzet binnen een politieke strijd.

## Oprichting
Reeds in de jaren 20, 30 van de 20e eeuw bestonden er in West-Europa, Sovjet-Unie en de Verenigde Staten organisaties waarbij jongeren ingezet werden voor werken van openbaar nut. Na de machtsovername van de nazi's in Duitsland was er een verplichte dienstperiode voor mannen en vrouwen in de Reichsarbeitsdienst.
De eerste versie van deze organisatie zag het levenslicht in de zomer van 1940 op aansturen van uit krijgsgevangenschap ontslagen officieren. De organisatie kreeg de naam Nationale Arbeidsdienst (NAD) en was Belgicistisch, christendemocratisch en royalistisch van inslag. De NAD wilde bijdragen tot de heropleving van het land door een (werkloze) "gedesoriënteerde jeugd te laten opnemen in een viriele arbeidsgemeenschap."
het NAD is in eerste instantie een initiatief van de oud-officieren maar krijgt financiële steun van de Generale Maatschappij van België. In de zomer van 1940 organiseerde de organisatie enkele werkkampen in Vlaanderen en Wallonië. Wanneer de financiële middelen in het najaar van 1940 dreigden op te drogen, diende de organisatie overheidssteun aan te vragen. 
Onder druk van de bezetter diende de NAD zich te organiseren volgens taalkundige basis. Hieruit ontstond de Vrijwillige Arbeidsdienst voor Vlaanderen (VAVV), voor de Nederlandstaligen en de Service des Volontaires du Travail pour la Wallonie (STVW), voor de Franstaligen. Eind november 1940 werd de hulp toegezegd van het Commissariaat Generaal voor ’s Lands Wederopbouw, om in samenwerking met de ministeries van Financiën en van Arbeid en Sociale Voorzorg, de organisaties te ondersteunen, waardoor deze publiek en apolitiek van aard werden.
In de kaderwet verschenen in het Belgisch Staatsblad van 8 december 1940 werd het doel van de beide organisaties vastgelegd: “De Vlaamse en Waalse mannelijke jeugd in dienst van het volk opvoeden teneinde hun de ware opvatting van de arbeid in een geest van sociale toenadering eigen te maken door het uitvoeren van werken van algemeen nut”. Hieruit kon men concluderen dat men een tijdelijke vervanging voor de dienstplicht in het Belgisch Leger wilde voorzien.

## Structuur
De organisatie had zijn hoofdkwartier in de Nerviërsstraat 17 te Antwerpen waar de staf werd gehuisvest. De VAVV werd verder onderverdeeld in arbeidskampen, arbeidsgroepen en arbeidsgouwen. In 1943 richtte het VAVV een eigen muziekkapel op om feesten en optochten op te luisteren en die werden gebruikt voor propagandadoeleinden. Als hoofdleider van de organisatie werd Renaat Van Thillo aangesteld als arbeidsleider. 
Het VAVV richtte arbeidskampen op in onder meer Torhout, Diest, Schilde, Wuustwezel en in nog een aantal gemeenten verspreid over Vlaanderen. Een arbeidskamp had een eigen bezetting, administratie en werkopdracht (o.a. rooien van bomen, aanleggen dijken, ontbossing...) en stond onder leiding van een kampleider.
Om kampleider te kunnen worden diende men een opleiding te volgen in de ploegleidersschool ‘Joris Van Severen’, in Brecht, en vanaf januari 1942 in de veldmeesterschool ‘Cyriel Verschaeve’,  in Schoten.

## Dagelijkse werking
De werving van werkkrachten voor de Vrijwillige Arbeidsdienst voor Vlaanderen gebeurde door middel van informatiecampagnes in diverse gemeenten over gans Vlaanderen. Kandidaten voor werkkampen dienden minstens 18 jaar oud te zijn en zich voor een periode van zes maanden diensttijd te verbinden. Het aantal werkkrachten dat die zes maand dienst deed binnen de VAVV wordt geschat op 6.000 mannen.
Na een veertiendaagse opleiding in het wervingskamp in Mortsel konden de werkkrachten ingezet worden in kampen over gans Vlaanderen waar hun taken bestonden uit het ontginnen van gronden, het bouwen van dijken, aanpassen van waterlopen en hulp bieden bij rampen of bombardementen. Daarnaast deed de VAVV ook optochten, defilés met vendels, sportfeesten, zangfeesten, opendeurdagen in de kampen en concerten van de muziekkapel.
Hiervoor kregen de werkkrachten naast een dagelijks soldij van drie tot vijf Belgische Frank een uniform, een werkpak en een sporttenue. Daarnaast werden zij voorzien in hun onderhoud. Gehuwden konden rekenen op een bijkomende vergoeding. De soldij verhoogde naargelang de rang binnen de organisatie.
De werkkrachten en de onderofficieren droegen in hoofdzaak geverfde en verstelde uniformen van het voormalige Belgische Leger. Het uniform was donkerbruin van kleur.

## Politiek getouwtrek
In het verloop van de oorlog raakte het VAVV, in oorsprong partij-onafhankelijk, meer en meer verzeild in het politieke getouwtrek tussen aanhangers van het Vlaamsch Nationaal Verbond en SS-gezinden van DeVlag.
In het begin van het VAVV had Verdinaso een grote invloed binnen de arbeidsdienst en de kaderschool van de organisatie werd ‘Opleidingskamp Joris van Severen’ genoemd. Vanaf de opslorping van Verdinaso in het VNV wilde ze via secretaris-generaal en VNV’er Gérard Romsée, van wie de VAVV afhing, de greep op de arbeidsdienst versterken.
VAVV-hoofdleider Van Thillo probeerde echter een onafhankelijke koers te varen. Ondanks dit voornemen werden midden 1942 onderhandelingen aangevat met het VNV voor bijkomend extra mankracht, wat leidde tot een samenwerkingsakkoord tussen het VNV, NSJV en VAVV en bijkomende leden vanuit het VNV. Het VNV kon echter géén sterkere greep op de arbeidsdienst verkrijgen.
De onafhankelijke koers van Van Thillo werd gesteund door de machtige Reichsarbeitsführer van de Reichsarbeitsdienst (RAD), Konstantin Hierl. Het hoofd van de RAD was eveneens een politiek bondgenoot van de Reichsführer-SS Heinrich Himmler. Hierl had echter totaal andere plannen met de VAVV; hij wilde deze vrijwillige arbeidsdienst omvormen tot een algemene verplichte arbeidsdienst voor de Vlamingen. 
Onder meer hierdoor kon de invloed van het SS-gezinde DeVlag binnen de Vrijwillige Arbeidsdienst voor Vlaanderen toenemen. Dit leidde tot spanningen tussen beide fracties binnen het VAVV, waarbij VNV-er Gérard Romsée inspraak wilde in alle belangrijke beslissingen van de organisatie. Door deze openlijke machtsstrijd stokte de werving binnen de VAVV. Er werd gepoogd om de werving tijdelijk te stimuleren door universiteitsstudenten twee dienstperioden van zes maanden bij de VAVV te laten volbrengen om zo verplichte tewerkstelling in Duitsland te kunnen vermijden. 
De standpunten van beide fracties binnen de VAVV bleven echter ver uit mekaar te liggen en onverzoenlijk te zijn waarna Romsée in april 1944 besliste om de VAVV te ontbinden.
Eind april werd de VAVV echter opnieuw opgericht als de Vlaamse Arbeidsdienst (VAD) als onderdeel van het RAD. Hierbij werd Romsée niet betrokken en verdween de invloed van het VNV binnen de organisatie. Hendrik Elias gaf de VNV'ers binnen het nieuwe VAVV bevel ontslag te nemen en niet aan te sluiten bij de VAD.
Kort na de bevrijding in september 1944, week van Thillo met wat nog restte van het VAVV uit naar Duitsland. Daar kondigde de Vlaamsche Landsleiding, waar van Thillo deel van uitmaakte nog een arbeidsdienstplicht af voor de Vlamingen in Duitsland. 
Na de oorlog werden de leden van de VAVV vervolgd wegens collaboratie.